# Graustirn-Pompadourtaube

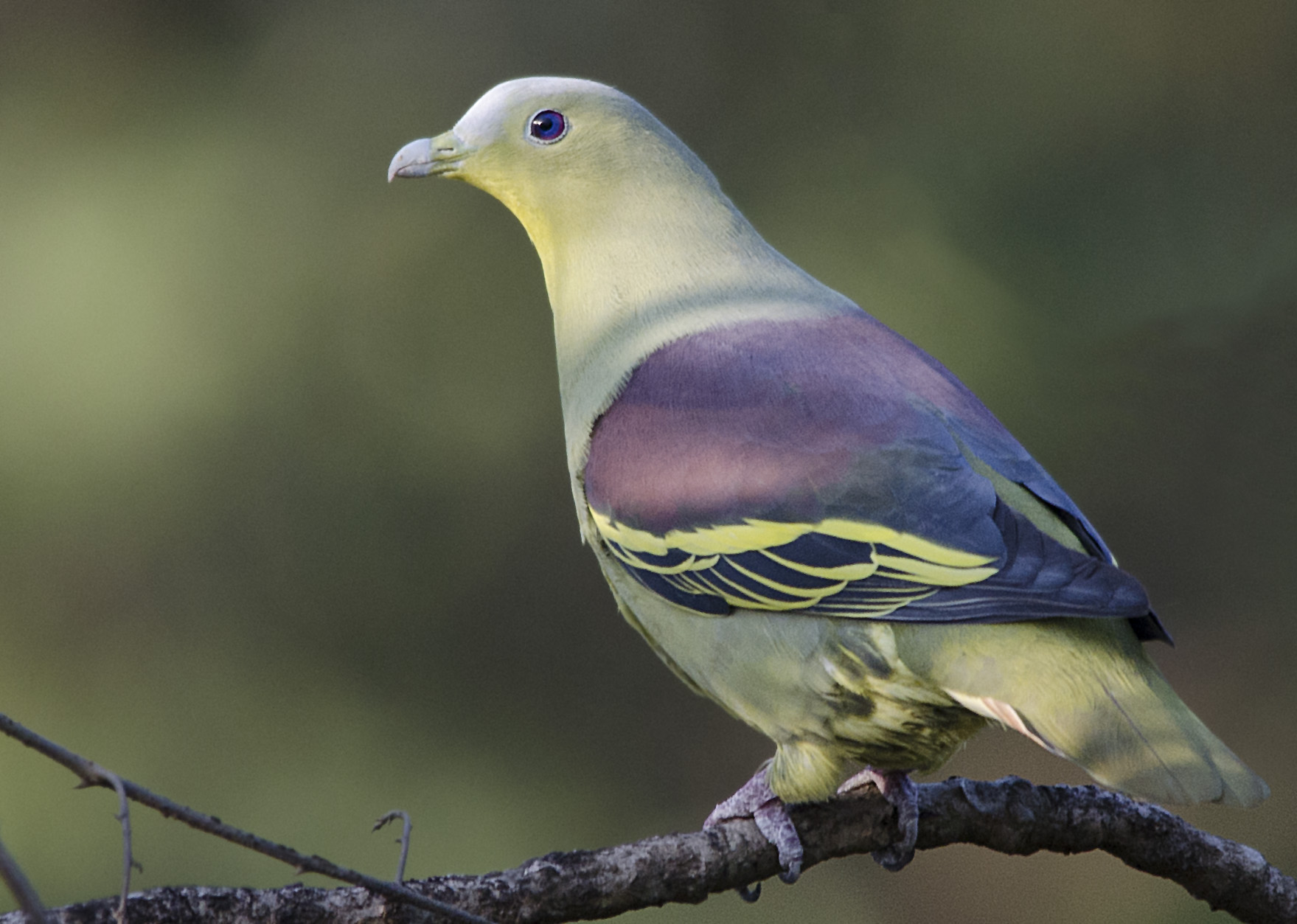
Graustirn-Pompadourtaube, Männchen

Die Graustirn-Pompadourtaube (Treron affinis) ist eine kurzschwänzige Art der Taubenvögel. Sie ist im Westen Indiens weit verbreitet. Sie galt lange als eine Unterart der Sri-Lanka-Pompadourtaube, die Unterschiede zu dieser Art sind jedoch so ausgeprägt, dass sie als eigenständige Art durchgehend anerkannt ist.
Die Bestandssituation der Graustirn-Pompadourtaube wurde 2016 in der Roten Liste gefährdeter Arten der IUCN als „Least Concern (LC)“ = „nicht gefährdet“ eingestuft.

## Erscheinungsbild
Die Graustirn-Pompadourtaube erreicht eine Körperlänge von 26 Zentimeter. Sie ist eine mittelgroße, kompakt gebaute Taube mit einem kräftigen Schnabel, die etwas kleiner ist als eine Lachtaube. Der Geschlechtsdimorphismus ist nur geringfügig ausgeprägt. Die beiden Geschlechter unterscheiden sich vorwiegend durch die Färbung des Mantels und der Flügeldecken. Der Ruf der Graustirn-Pompadourtaube klingt melodisch und besteht aus pfeifenden Tönen.

### Erscheinungsbild des Männchens
Der Vorderkopf, der Scheitel und der Nacken sind grau, die Zügel und der schmale Überaugenstreif sind olivfarben. Der Hinterhals ist dunkel olivfarben, der Mantel und die kleinen Flügeldecken sind bei den Männchen kräftig kastanienbraun.
Die oberste Federreihe der mittleren Flügeldecken ist dunkel olivfarben mit leuchtend gelben Säumen. Die übrigen Federn der mittleren Flügeldecken sind schwarz mit schmalen gelben Säumen. Die großen Flügeldecken sind schwarz mit schwefelgelben Säumen an den Außenfahnen. Die Armschwingen sind schwarz und weisen ebenfalls gelbe Säume auf. Die Handschwingen sind schwarz mit schmalen gelben oder weißen Säumen. Der Rücken ist dunkel olivfarben, die Oberschwanzdecken sind etwas heller. Die mittleren Steuerfedern sind hell olivfarben, die übrigen Steuerfedern sind auf der Oberseite olivfarben bis grau. Über die äußeren Steuerfedern verläuft ein breites blassgraues Endband.
Das Kinn und die Kehle sind gelbgrün. Die Brust und der Bauch sind matt graugrün. Die Schenkel sind graugrün und die Federn weisen in der Regel breite gelbe Säume auf. Die Unterschwanzdecken sind blass zimtfarben. Die Steuerfedern sind auf der Unterseite schwarz mit einem breiten blassgrauen Endband. Die Iris ist rosa mit einem blassblauen äußeren Ring. Der sehr schmale Orbitalring ist blau. Die Wachshaut und die Schnabelbasis sind grünlich grau, die Schnabelspitze ist bläulich hornfarben. Die Füße sind rötlich hornfarben.

### Erscheinungsbild der Weibchen und Jungvögel
Das Gefieder des Weibchens hat mehr Grünanteile: Mantel und kleine Flügeldecken, die beim Männchen kastanienbraun sind, sind bei ihr graugrün. Die Unterschwanzdecken sind blass isabellfarben mit dunklen graugrünen Federschäften.

## Verbreitungsgebiet
Das Verbreitungsgebiet der Graustirn-Pompadourtaube ist der Westen Indiens von Bombay bis Kerala. Das Verbreitungsgebiet sind die Westghats, ein Gebirge im Westen Indiens, das am Rande des Dekkan-Plateaus verläuft und dieses von dem schmalen Streifen der Küstenebene und dem Arabischen Meer trennt. Zum Verbreitungsgebiet gehören auch die Nilgiri-Berge, eine Nebenkette der Westghats im nordwestlichen Tamil Nadu.
Der Lebensraum sind feuchte immergrüne Wälder. Sie kommt sowohl in Primärwald als auch Sekundärwald vor und bevorzugt die niedrigeren Höhenlagen.

## Lebensweise
Die Graustirn-Pompadourtaube kommt überwiegend in kleinen Trupps von bis zu einem dutzend Individuen vor. An sehr reichhaltig fruchttragenden Bäumen kann es auch zu Ansammlungen von größeren Trupps kommen.
Das Nahrungsspektrum umfasst eine sehr große Bandbreite an Früchten, Beeren und Knospen. Eine besondere Rolle in der Ernährung spielen Feigen, die die Tauben gewöhnlich direkt vom Ast picken. Auf den Boden kommt diese Taube überwiegend nur zum Trinken. Das Nest ist taubentypisch eine lose Plattform aus kleinen Ästchen. Das Gelege besteht aus zwei Eiern. Beide Elternvögel sind an der Bebrütung der Eier beteiligt. Die Nestlinge schlüpfen 12 bis 14 Tage nach Brutbeginn.